# غريغ برينيمان
غريغ برينيمان (بالإنجليزية: Greg Brenneman)‏ هو مسير أعمال أمريكي، ولد في 26 نوفمبر 1961.

## وصلات خارجية
- غريغ برينيمان على موقع إن إن دي بي (الإنجليزية)